# Laurent Bernard (basket-ball)
Pour les articles homonymes, voir Bernard.
Laurent Bernard, né le 15 juin 1971 à Châtenay-Malabry, en France, est un joueur français de basket-ball. Il évolue au poste d'arrière.

## Biographie
Il est maintenant reconverti en chef d’entreprise.